# 中華民國大專院校體育總會
中華民國大專院校體育總會（英語：Chinese Taipei University Sports Federation）簡稱大專體總，成立於1957年，透過運動比賽及舉辦研討會等方式，促進中華民國大專院校之間的友誼及增進運動科技水準之管道。

## 沿革
1957年，全國大學運動總會在臺灣成立，成立之初僅有12所大學為會員。1957年至1989年間，共有22所大學輪流擔任大專體總會長，任期通常為2年。1987年，全國大學運動總會以非國際大學運動總會身分參加第14屆夏季世界大學運動會，同時加盟國際大學運動總會，並易名為中華民國大專院校體育總會。1990年，大專體總向中華民國內政部登記立案成為全國多種運動之法人團體。
2011年，大專體總成功申辦第29屆夏季世界大學運動會，2017年於臺北市舉行。

## 賽事
- 全國大專校院運動會[3]
- 大專籃球聯賽（UBA）[4]
- 大專排球聯賽（UVL）[5]
- 大專棒球聯賽（UBL）[6]
- 大專足球聯賽（UFA）[7]
- 大專校院女子壘球聯賽（USL）[8]
- 大專單項錦標賽[註 1]

## 外部連結
- 官方网站